# Pantelamprus fimbripedana
Pantelamprus fimbripedana är en fjärilsart som beskrevs av Walker 1863. Pantelamprus fimbripedana ingår i släktet Pantelamprus och familjen plattmalar. Inga underarter finns listade i Catalogue of Life.